# Elvira Classon
Elna Elvira Classon, tidigare Alm, född 16 september 1911 i Gagnefs församling, Kopparbergs län, död 21 april 2002 i Gagnefs församling, Dalarnas län, var en svensk riksspelman och vissångare från Svedjan i Gagnefs socken, Dalarna.

## Biografi
Elvira Classons föräldrar var Ivan Johansson från Nås socken och Kerstin Persdotter från Gagnefs socken. Ivan tog efternamnet Alm under en vistelse i Amerika. Elvira gifte sig med Sven Jonas Albin Classon den 18 juni 1933.
Elvira Classons mor förstod tidigt att hennes dotter ville satsa på musik trots att det var få flickor som spelade fiol vid den tiden. När hon var 10 eller 11 började Elvira ta lektioner med spelmannen Anders Frisell från Mockfjärd. En gång i veckan cyklade hon en och en halv mil för att lära sig låtar efter gehör samt fiolspelsteknik och att läsa noter. Elvira fick betala en krona och femtio öre per lektion.
1959 återupptog Elvira Classon fiolspelandet efter ett uppehåll på 22 år. Året därpå gick hon med i Gagnefs Spelmanslag men enligt Elvira själv tyckte hon mer om att spela i mindre konstellationer. 1962 erhöll hon Zornmärket i silver vid uppspelningarna i Umeå och blev därmed riksspelman. 1988 fick hon Gagnef kommuns kulturpris för sina insatser som traditionsbärare. Samma år gavs ut en bok med låtar, visor och danser efter henne i Dalarnas Museums småskriftserie. Elvira Classon blev intervjuad och inspelad av ett flertal fältarbetare mellan 1960- och 1990-talet. Inspelningarna finns bland annat på Svenskt visarkiv och Folkmusikens hus arkiv.

## Diskografi
- Låtar jag minns (2005)[13]
- Spelkvinnor i Dalarna (2024, Supertraditional Records)[14]